# Clairefontaine
Le Centre Technique National Fernand Sastre (Fernand Sastre National Technical Centre), normalt refereret til Clairefontaine, er det nationale fodboldcenter og er en af de ni eliteakademier i Frankrig; kun de bedste spillere fra regionen Île-de-France træner der. Akademiet ligger 50 km sydvest for Paris ved Clairefontaine-en-Yvelines og har en høj gentagelse i at producere nogle af verdens mest talentfulde spillere som franskmændene Nicolas Anelka, Louis Saha, William Gallas og Thierry Henry.

## Ekstern henvisning
- F.F.F. – Clairefontaine Arkiveret 18. december 2008 hos  Wayback Machine (fransk)

| Skole | Spire Denne artikel om en skole, en uddannelsesinstitution eller uddannelse er en spire som bør udbygges. Du er velkommen til at hjælpe Wikipedia ved at udvide den. |

48°36′50″N 1°55′30″Ø / 48.6139°N 1.925°Ø